# Pintassilgo-americano
O pintassilgo-americano (Spinus tristis ou Carduelis tristis), também conhecido como pintassilgo oriental ou canário selvagem, é um pequeno pássaro migratório norte-americano.

## Taxonomia
O pintassilgo americano é uma das várias espécies originalmente descritas por Linnaeus, 1758, 10ª edição da sua obra Systema Naturae. Foi inicialmente incluído no género Spinus, um grupo onde se incluíam os lugres e os pintassilgos do Novo Mundo; em 1976, o género Spinus foi incluído no género Carduelis como subgénero, mas atualmente é considerado um género autónomo.
Os seus parentes mais próximos são o pintassilgo-capa-preta (Spinus psaltria), o pintassilgo de Lawrence (Spinus lawrencei) e os lugres. Embora partilhe o nome com os pintassilgos europeus, os dois estão em géneros diferentes e não são parentes directos. A palavra latina carduelis (o nome do género dos pintassilgos europeus) deriva de carduus, que significa cardo, tristis, que é a palavra latina para triste.

### Subespécies
Há quatro subespécies de pintassilgo americano.
- S. t. tristis é a mais comum. No verão, encontra-se do sul do Canadá até ao Colorado e a leste até à Carolina do Sul. No inverno, ocupa uma faixa que vai do sul do Canadá à Flórida e México Central;[10]
- S. t. pallidus diferencia-se das outras subespécies por apresentar uma cor mais pálida, as marcas brancas mais visíveis e o capuz negro maior nos machos. É ligeiramente maior que o S. t. tristis. No verão, estende-se da Colúmbia Britânica ao Ontario ocidental e a oeste até ao Oregon. No inverno, abrange um território que vai do sul do Canadá e norte da California até ao México;[10]
- S. t. jewetti é o mais pequeno e escuro. Encontra-se desde a vertente ocidental da Cordilheira das Cascatas, do sul da Colúmbia Britânica à California central, coincidindo em muitos locais com o território do C. t. pallidus;[10]
- S. t. salicamans aparece a oeste da Serra Nevada no verão, e no inverno ocupa uma faixa que vai da Baja California aos desertos de Mojave e Colorado. No inverno, a plumagem de ambos os sexos é mais castanha que outras subespécies, e no verão o capuz negro dos machos é mais pequeno.[10]

## Filogenia
A filogenia genética molecular (e o seu parentesco e aparição na Terra) foi estabelecida por Antonio Arnaiz-Villena et al.

## Características gerais

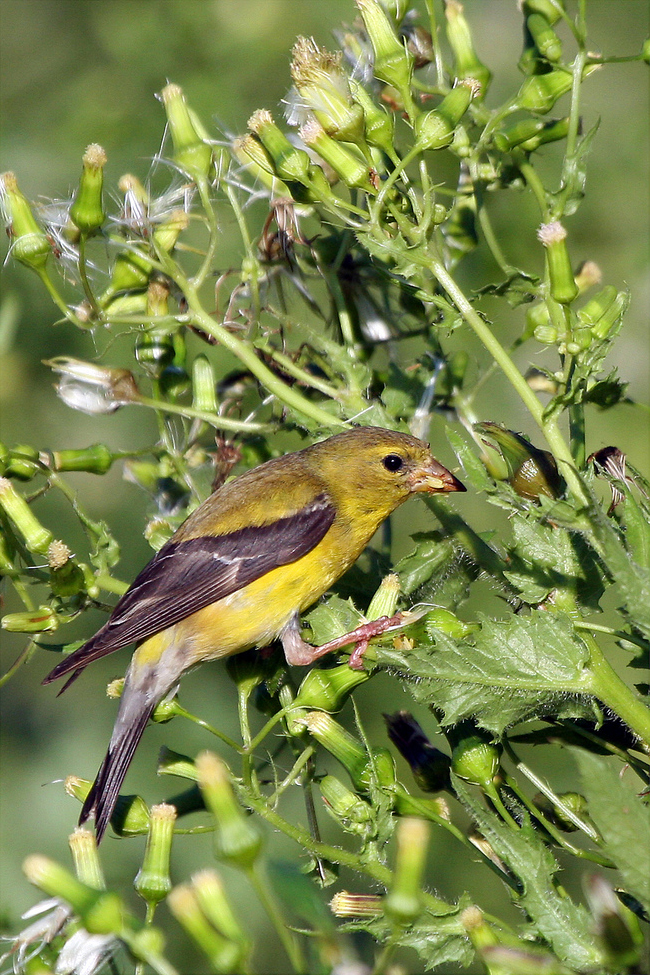
Fêmea de pintassilgo americano.

Caracteriza-se por mudar completamente de plumagem e por um acentuado dimorfismo sexual. No verão o macho tem uma plumagem amarela brilhante, para atrair as fêmeas durante a época de reprodução, e no inverno muda para uma plumagem entre verde oliva e castanha. As fêmeas têm uma plumagem amarela acastanhada mate que se torna mais brilhante no verão.
O pintassilgo americano é granívoro e está bem adaptado para o consumo de sementes, com o seu bico cónico e as suas patas ágeis para se agarrar aos caules das plantas enquanto se alimenta. É um pássaro social juntando-se em bandos para se alimentar e para migrar. Pode comportar-se territorialmente na época de construção do ninho, mas esta agressividade dura pouco tempo. A época de reprodução inicia-se em finais de Julho, altura em que há mais alimento. Tem uma ninhada por ano e geralmente é monógamo.
O seu habitat preferido são os prados. Gosta do contacto com os humanos e por isso encontra-se com frequência em áreas residenciais atraído pela comida que lhe põem.

## Descrição

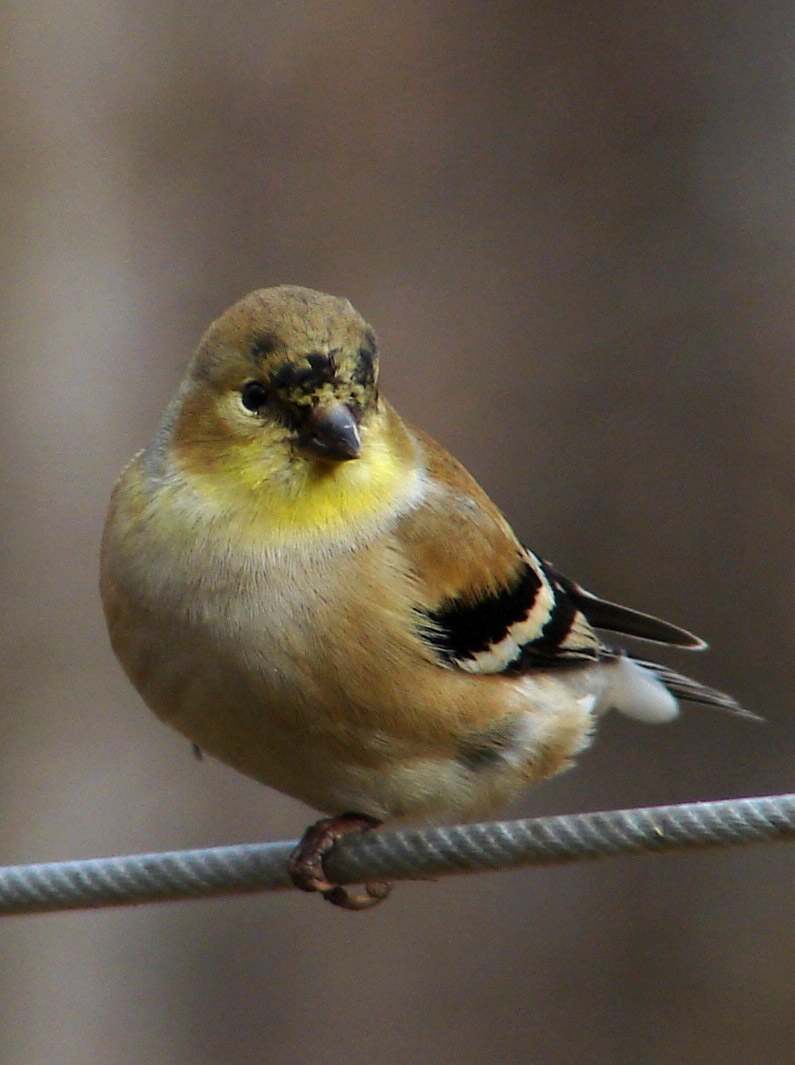
Macho com plumagem de inverno.

O pintassilgo americano é um pequeno fringilídeo que mede entre 11 e 13 cm de comprimento e com uma envergadura entre asas de 19 a 22 cm. Pesa entre 11 e 20 gramas. O bico é pequeno, cónico e rosado a maior parte do ano, mas torna-se alaranjado na muda da primavera, em ambos os sexos. A forma e o tamanho do bico ajudam-no na extracção de sementes de cardos, girassóis e outras plantas que compõem o seu regime alimentar.
A sua plumagem muda duas vezes, na primavera e no outono. O dimorfismo sexual que afecta a cor da plumagem é mais notório depois da muda da primavera, quando o macho se cobre de cores vivas para atrair a fêmea. Cada muda é completa e não progressiva, mudam todas as penas à excepção das da cauda e das asas, que são cor de azeitona ou pardas nas fêmeas e negras nos machos, com bandas brancas sempre presentes.
Uma vez completa a muda da primavera, o macho exibe uma plumagem amarela limão brilhante, originada pelos pigmentos carotenoides das plantas que ingere. Tem um capuz negro e o ventre branco. A fêmea apresenta tons amarelos sobre plumagem castanha ou cor de azeitona. Depois da muda de outono a plumagem torna-se mate, com o ventre cor de camurça, o dorso castanho oliva e a cabeça amarela pálida. A plumagem de outono é parecida em ambos os sexos, mas o macho distingue-se por um babeiro amarelo. Em algumas regiões os pintassilgos perdem todos os traços de amarelo durante o inverno e apresentam tons cinzento bronze ou cor de azeitona.
As crias e juvenis não têm a mesma cor dos adultos. Apresentam plumagem castanha mate na parte inferior e amarela pálida na superior, As asas e a cauda são negras com marcas cor de camurça e não brancas. A cor é igual nos dois sexos.
O pintassilgo americano emite uma série de chilreios melodiosos que começam com uma nota longa. Os adultos emitem dois tipos de chamamentos para defender o ninho: um destina-se aos outros pintassilgos para o ajudarem a distrair um possível predador e outro é para prevenir e tranquilizar as crias.